# Howard Shore
Howard Leslie Shore (n. 18 octombrie 1946, Toronto, Ontario, Canada) este un compozitor canadian, cunoscut mai ales pentru coloanele sale sonore. A compus muzica pentru peste 80 de filme, în special pentru trilogia The Lord of the Rings (Stăpânul Inelelor), pentru care a câștigat trei premii Oscar. Este de asemenea un lung colaborator al regizorului David Cronenberg, compunând muzica pentru toate filmele acestuia cu excepția unuia, începând cu 1979.
A compus de asemenea câteva lucrări concertistice inclusiv o operă, The Fly (Musca), bazata pe subiectul (dar nu și pe muzica) filmului lui Croneberg din 1986. Premiera acestei opere a avut loc la Théâtre du Châtelet din Paris pe 2 iulie 2008. A mai compus o piesă scurtă, Fanfare for the Wanamaker Organ and the Philadelphia Orchestra, și o uvertură scurtă pentru Swiss 21st Century Symphony Orchestra.
Shore a câștigat trei premii Oscar, trei Globuri de Aur și patru premii Grammy.

## Tinerețea și începutul carierei
Shore s-a născut în Toronto, Ontario, Canada ca fiu al lui Bernice (născută Ash) și al lui Mac Shore. A studiat muzica la Berklee College of Music din Boston după ce a absolvit Forest Hill Collegiate Institute. Între 1969 și 1972 a fost interpret în trupa Lighthouse. În 1970 a fost director muzical al programului TV al lui Lorne Michaels și Hart Pomerantz, The Hart & Lorne Terrific Hour. Shore a compus muzica pentru spectacolul Spellbound al magicianului Doug Henning în 1974 și a fost director muzical al celebrei emisiuni de comedie de pe NBC a lui Lorne Michaels, Saturday Night Live, din 1975 până în 1980. A apărut în multe numere muzicale, inclusiv în Howard Shore and His All-Nurse Band, și costumat într-un apicultor pentru o interpretare John Belushi/Dan Aykroyd, I'm a King Bee. De asemenea, Shore a sugerat numele de The Blues Brothers lui Dan Aykroyd și John Belushi.

## Muzica de film

### 1979-2000
Prima coloană sonoră a lui Shore a fost pentru primul film important al regizorului David Cronenberg, The Brood (1979). Va compune muzica pentru toate filmele lui Croneberg cu excepția filmului The Dead Zone (1983) a cărui muzica a fost compusă de Michael Kamen. Prima coloană sonoră a lui Shore pentru un film care să nu fie regizat de Cronenberg a fost filmul lui Martin Scorsese, After Hours.
După After Hours, Shore a compus muzica pentru The Fly (1986), din nou un film regizat de Cronenberg. Doi ani mai târziu a compus muzica pentru filmul Big (1988), regizat de Penny Marshall și având în rol principal pe Tom Hanks. Apoi a compus muzica pentru încă două filme Cronenberg, Dead Ringers (1988) și Naked Lunch (1991).
În 1991 Shore a compus muzica pentru celebrul film The Silence of the Lambs (Tăcerea mieilor), cu Anthony Hopkins și Jodie Foster în rolurile principale și regizat de Jonathan Demme. Pentru această coloană sonoră Shore a primit prima sa nominalizare la premiile BAFTA. Filmul a devenit al treilea (și cel mai recent) film care să câștige cele cinci premii Oscar importante (Cel mai bun film, Cel mai bun regizor, Cel mai bun actor, Cea mai bună actriță și Cel mai bun scenariu). Shore este singurul compozitor în viață care a compus muzica pentru un film câștigător al "Top Five" la premiile Oscar.
În 1993 a compus muzica pentru filmele M. Butterfly (o nouă colaborare cu Cronenberg), Philadelphia (a doua colaborare cu Jonathan Demme) și Mrs. Doubtfire' (regizat de Chris Columbus). Ultimele două au avut un succes răsunator, pentru Philadelphia Tom Hanks câștigând primul său premiu Oscar.
Shore a compus muzica pentru încă trei filme în 1994: The Client, Ed Wood și Nobody's Fool. Ed Wood rămâne cunoscut ca fiind unul din cele două filme ale regizorului Tim Burton care să nu aibă muzica compusă de Danny Elfman.
Shore a continuat să compună numeroase coloane sonore între 1995 și 2001 inclusiv două filme ale regizorului David Fincher, Seven (1995) și The Game (1997), încă două colaborări cu Cronenberg și muzica pentru debutul regizoral al lui Tom Hanks, That Thing You Do!. Shore a compus muzica pentru filmul din 2000, The Cell.

### 2001-2005
Cel mai mare succes al lui Shore a venit in 2001 cu muzica filmului The Lord of the Rings: The Fellowship of the Ring (Stăpânul Inelelor: Frăția Inelului), primul film al celebrei trilogii The Lord of the Rings (Stăpânul inelelor). Vestea ca Shore va compune muzica i-a luat pe unii prin surprindere, el fiind asociat mai mult cu filmele întunecate, amenințătoare și niciodată nu a compus muzica unui film epic de o asemenea amploare. Totuși, coloana sonoră a avut un succes masiv și i-a adus lui Shore primul premiu Oscar, precum și un premiu Grammy plus nominalizări la Globurile de Aur și BAFTA.
În anul următor Shore a compus muzica pentru filmele Panic Room, Gangs of New York (înlocuindu-l pe Elmer Bernstein) și Stăpânul Inelelor: Cele două turnuri, al doilea film al trilogiei. Ultimele două filme au fost nominalizate la Oscar pentru Cel mai bun film dar niciunul nu a câștigat. Coloana sonoră a lui Shore pentru Cele două turnuri a fost neeligibilă pentru nominalizare datorită unei reguli noi prin care coloanele sonore care conțineau teme ale unui film anterior erau neeligibile pentru competiție. Această regulă a fost foarte nepopulară deorece, dacă era introdusă mai demult, alte coloane sonore ale unor sequel-uri (cum ar fi Războiul stelelor sau Indiana Jones) nu ar fi fost nici ele eligibile. Drept rezultat această regulă a fost eliminată după numai un an. Totuși, Shore a primit o nominalizare la BAFTA pentru muzica din Gangs of New York.
În 2003 a compus muzica pentru ultimul film al trilogiei Stăpânul Inelelor, Stăpânul Inelelor: Întoarcerea Regelui. Acesta a fost cel mai de succes film al trilogiei și cel mai de succes film al anului. Shore a câștigat al doilea premiu Oscar pentru Cea mai bună coloană sonoră precum și un premiu pentru Cea mai bună melodie originală pentru "Into the West", trofeu împărțit cu Annie Lennox și Fran Walsh. Filmul a acumulat unsprezece nominalizări, câștigând la toate categoriile. Astfel, a devenit filmul cu cel mai bun scor perfect din istoria Oscarului și al treilea film, după Ben-Hur și Titanic, care să câștige numărul record de unsprezece premii. De asemenea, Shore a câștigat primul său Glob de Aur, al treilea și al patrulea premiu Grammy (al patrulea pentru Cea mai bună melodie) și a primit a treia nominalizare la BAFTA. Muzica trilogiei Stăpânul Inelelor a devenit una dintre cele mai de succes coloane sonore din istorie și rămâne cel mai mare succes al carierei lui Shore.
În 2004 Shore a colaborat din nou cu regizorul Martin Scorsese, de această dată pentru filmul epic The Aviator. Pentru această coloană sonoră Shore a câștigat al doilea Glob de Aur, devenind astfel al doilea compozitor, după Alan Menken, care să câștige două Globuri de Aur consecutive la categoria Cea mai bună coloană sonoră. A primit de asemenea a șasea nominalizare la Grammy și a cincea nominalizare la BAFTA.
A colaborat din nou cu Cronenberg în 2005 pentru a compune muzica filmului A History of Violence, cu Viggo Mortensen în rol principal. Filmul a avut succes și a primit două nominalizări la Oscar. În 2006 a colaborat pentru a patra oară cu Martin Scorsese, pentru filmul The Departed. Filmul a avut un succes masiv și a câștigat patru premii Oscar, inclusiv mult așteptatul premiu pentru Cel mai bun regizor acordat lui Scorsese precum și pentru Cel mai bun film.
Deși Shore a fost angajat pentru a compune muzica filmului King Kong (chiar a și înregistrat cea mai mare parte a muzicii), a fost înlocuit cu James Newton Howard datorită "aspirațiilor creative diferite" între Shore și restul producătorilor. Această a fost o înțelegere mutuală între el și Peter Jackson. În ciuda acestui fapt, Shore are o scurtă apariție în film ca dirijorul orchestrei de teatru, orchestră ce interpreta porțiuni ale muzicii filmului King Kong din 1933 compusă de Max Steiner.